# Břístev
Břístev (německy Bristew) je vesnice, část obce Chotěšice v okrese Nymburk ve Středočeském kraji. Nachází se tři kilometry západně od Chotěšic. U vesnice leží Nečaský rybník na potoce Stříble.

## Historie
První písemná zmínka o vesnici pochází z roku 1320.

## Přírodní poměry
Podél jižní hranice katastrálního území vesnice leží jedna z částí přírodní památky Dymokursko.

## Obyvatelstvo
| Rok            | 1869 | 1880 | 1890 | 1900 | 1910 | 1921 | 1930 | 1950 | 1961 | 1970 | 1980 | 1991 | 2001 | 2011 | 2021 |
| -------------- | ---- | ---- | ---- | ---- | ---- | ---- | ---- | ---- | ---- | ---- | ---- | ---- | ---- | ---- | ---- |
| Počet obyvatel | 259  | 292  | 261  | 257  | 223  | 227  | 206  | 138  | 109  | 76   | 48   | 35   | 32   | 31   | 34   |
| Počet domů     | 41   | 41   | 41   | 43   | 48   | 48   | 52   | 52   | 42   | 33   | 20   | 39   | 39   | 39   | 38   |

## Obecní správa
Při sčítání lidu v letech 1850–1963 Břístev byl samostatnou obcí v okrese Poděbrady. Od roku 1964 je částí obce Chotěšice v okrese Nymburk.

## Další fotografie

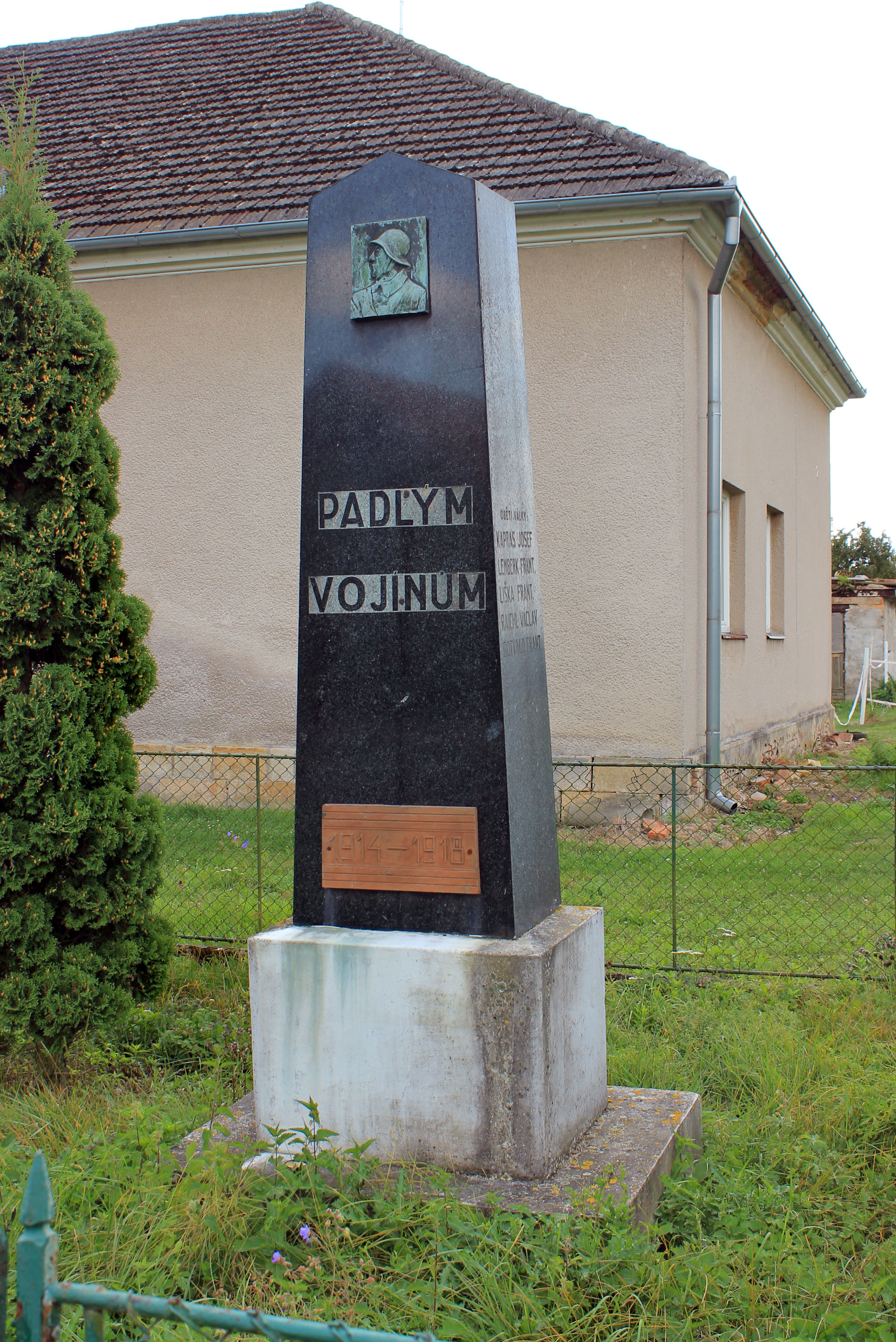
Památník padlým vojínům
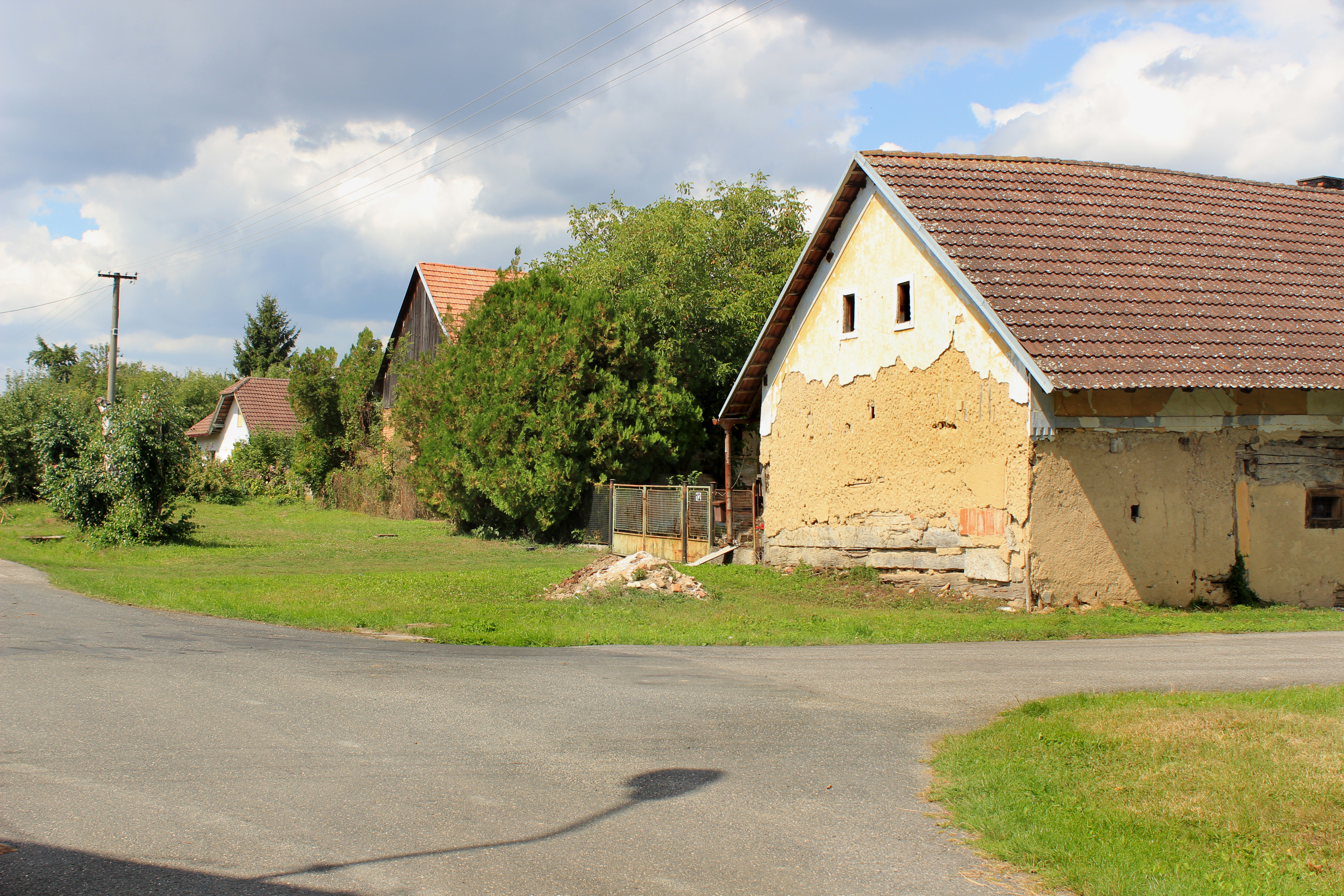
Střed vesnice
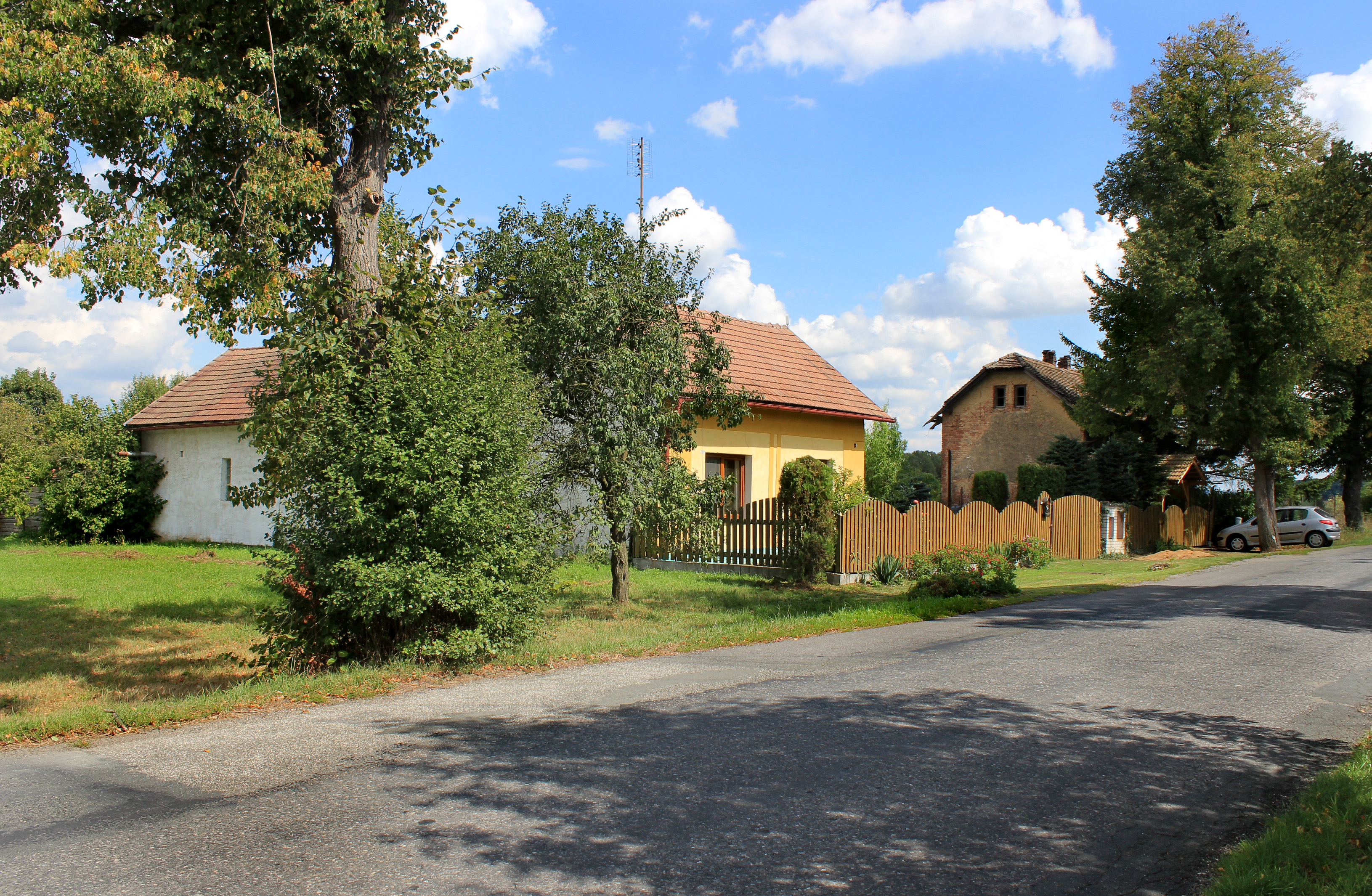
Domky na východě vsi